# New York Star (Schiff)
Die New York Star ist ein unter liberianischer Flagge fahrender Rohöltanker der von Peter Krämer geleiteten Hamburger Reederei Chemikalien Seetransport GmbH (CST).

## Piratenangriff im Januar 2011
Am 28. Januar 2011 entführten somalische Piraten gegen 9 Uhr morgens die New York Star 523 Seemeilen nordwestlich der zur Inselgruppe der Lakkadiven gehörenden Insel Kavaratti. Die Mannschaft flüchtete in einen Sicherheitsraum, der Reeder hatte zeitweise keinen Kontakt mehr zu seinem Schiff. Die New York Star befand sich auf dem Weg von Rabigh in Saudi-Arabien nach Singapur und hatte Naphtha geladen.
Seestreitkräften aus Australien, den Niederlanden und Russland verhinderten in einer konzertierten Aktion die Entführung des Chemikalientankers. Nach Angaben der NATO-Operation Ocean Shield stürmten am 29. Januar 2011 Spezialkräfte der Fregatte der niederländischen Marine De Ruyter das Schiff und befreite die Mannschaft. Zuvor hatte ein Seefernaufklärer der australischen Marine das gekaperte Schiff und die Piraten unter Kontrolle gehalten. Nach der Befreiung wurde die New York Star vom russischen Zerstörer Admiral Winogradow aus dem Piratengebiet eskortiert. Die Besatzung umfasste 27 Personen, alle blieben unverletzt.